# HR 7722
HR 7722는 염소자리에 있는 분광형 K0Vv의 오렌지색 왜성이다. HR 7722는 지구에서 28.8광년 떨어져 있으며, 겉보기 등급은 5.73으로 맨눈으로 보이는 가장 어두운 별에 속한다. 이 별은 변광성으로 추측되지만, 확실한 자료는 아직 확보되지 않았다. 이 별에서 가장 가까운 이웃은 현미경자리 AU로, 5.5광년 떨어져 있다.

## 물리적 특징
HR 7722의 질량은 태양의 87퍼센트 수준이며, 반경은 84퍼센트 정도, 밝기는 33퍼센트이다. 중원소 함량은 태양의 78퍼센트에서 91퍼센트 사이로 관측되었다. 이 별은 분광쌍성계일 가능성이 있다.

## 동반 천체의 존재가능성
이 별 주위에서 액체 물이 존재 가능한 행성의 궤도는 태양계의 수성과 금성 사이 정도인 0.575천문단위이며, 이 거리에 있는 행성의 공전주기는 170일 정도이다.

## 참고 문헌
1. 1 2  “CD-27 14659 / HR 7722”. 2008년 5월 11일에 확인함.